# Burak Berkay Akgül
Burak Berkay Akgül (* 24. Februar 1997 in Istanbul) ist ein türkischer Schauspieler.

## Leben und Karriere
Akgül wurde am 24. Februar 1997 in Istanbul geboren. Er studierte an der Universität Istanbul. Sein Debüt gab er 2020 in der Fernsehserie Maria ile Mustafa. Anschließend war er 2021 in Kırmızı Kamyon zu sehen. Im selben Jahr trat er in Kahraman Babam auf.
Von 2021 bis 2022 wurde er für die Serie Destan gecastet. Zwischen 2022 und 2023 bekam Akgül in Safir eine Hauptrolle. 2023 setzte er seine Karriere in Ru fort.

## Filmografie
Serien
- 2020: Maria ile Mustafa
- 2021: Kırmızı Kamyon
- 2021: Kahraman Babam
- 2021–2022: Destan
- 2022–2023: Safir
- 2023: Ru
- 2025: Sahipsizler